# Clifton (Maine)
Clifton es un pueblo ubicado en el condado de Penobscot en el estado estadounidense de Maine. En el Censo de 2010 tenía una población de 921 habitantes y una densidad poblacional de 9,91 personas por km².

## Geografía
Clifton se encuentra ubicado en las coordenadas 44°47′42″N 68°28′40″O / 44.79500, -68.47778. Según la Oficina del Censo de los Estados Unidos, Clifton tiene una superficie total de 92.98 km², de la cual 89.43 km² corresponden a tierra firme y (3.82%) 3.55 km² es agua.

## Demografía
Según el censo de 2010, había 921 personas residiendo en Clifton. La densidad de población era de 9,91 hab./km². De los 921 habitantes, Clifton estaba compuesto por el 95.01% blancos, el 1.09% eran afroamericanos, el 1.52% eran amerindios, el 0.33% eran asiáticos, el 0% eran isleños del Pacífico, el 0% eran de otras razas y el 2.06% pertenecían a dos o más razas. Del total de la población el 0.98% eran hispanos o latinos de cualquier raza.